# Locmaria
Locmaria (in bretone: Lokmaria-ar-Gerveur) è un comune francese di 826 abitanti situato nel dipartimento del Morbihan nella regione della Bretagna.

## Società

### Evoluzione demografica
Abitanti censiti